# Bagepalli
Bagepalli è una suddivisione dell'India, classificata come town panchayat, di 20.120 abitanti, situata nel distretto di Kolar, nello stato federato del Karnataka. In base al numero di abitanti la città rientra nella classe III (da 20.000 a 49.999 persone).

## Geografia fisica
La città è situata a 13° 47' 5 N e 77° 47' 35 E e ha un'altitudine di 706 m s.l.m..

## Società

### Evoluzione demografica
Al censimento del 2001 la popolazione di Bagepalli assommava a 20.120 persone, delle quali 10.449 maschi e 9.671 femmine. I bambini di età inferiore o uguale ai sei anni assommavano a 2.502, dei quali 1.259 maschi e 1.243 femmine. Infine, coloro che erano in grado di saper almeno leggere e scrivere erano 12.765, dei quali 7.198 maschi e 5.567 femmine.